# Natação nos Jogos Olímpicos de Verão de 2024 - 50 m livre masculino
A prova dos 50 m livre masculino da natação nos Jogos Olímpicos de Verão de 2024 ocorreu em 1 e 2 de agosto de 2024 na Paris La Défense Arena, em Paris. Um total de 73 nadadores de 64 Comitês Olímpicos Nacionais (CON) participaram do evento.

## Qualificação
Cada Comitê Olímpico Nacional (CON) poderia inscrever no máximo dois nadadores qualificados em cada evento individual, mas somente se ambos atingissem o "tempo de qualificação olímpica" (OQT). Um nadador por evento poderia potencialmente entrar se atingisse o "tempo de consideração olímpica" (OCT), ou se a cota total de 852 competidores não tivesse sido atingida. Os CONs também poderiam inscrever nadadores independentemente do tempo através das vagas de universalidade, mesmo que não tenham atingindo nenhum dos tempos de inscrição padrão (OQT/OCT).
Após o fim da janela de qualificação, a World Aquatics avaliou o número de nadadores que alcançaram o OQT, o número de nadadores somente para as provas de revezamento e o número de vagas de universalidade, antes de convidar aqueles com OCT para cumprir a cota total de 852. Além disso, as vagas no OCT foram distribuídas por evento de acordo com as posições no ranking mundial durante o prazo de qualificação. Para os 50 m livre masculino, o OQT foi de 21s96 e o OCT de 22s07.

## Formato
A competição consiste em três rodadas: preliminares, semifinais e final. Os nadadores com os 16 melhores tempos nas baterias preliminares avançam às semifinais. Já os nadadores com os 8 melhores tempos nas semifinais avançam à final. Desempates (swim-offs) são utilizados conforme necessário para quebrar os empates de avanço à próxima rodada.

## Calendário
Horário local (UTC+2)
| Data                | Horário | Fase         |
| ------------------- | ------- | ------------ |
| 1 de agosto de 2024 | 11:15   | Preliminares |
| 1 de agosto de 2024 | 20:45   | Semifinais   |
| 2 de agosto de 2024 | 20:30   | Final        |

## Medalhistas
| Ouro   | AUS Cameron McEvoy   |
| Prata  | GBR Benjamin Proud   |
| Bronze | FRA Florent Manaudou |

## Recordes
Antes desta competição, os recordes mundiais e olímpicos da prova eram os seguintes:
| Tipo | Atleta         | Tempo | Local     | Data                   |
| ---- | -------------- | ----- | --------- | ---------------------- |
|      | César Cielo    | 20.91 | São Paulo | 18 de dezembro de 2009 |
|      | Caeleb Dressel | 21.07 | Tóquio    | 1 de agosto de 2021    |

## Resultados

### Preliminares
Os nadadores com os 16 melhores tempos, independente da bateria, avançam às semifinais.
| Pos. | Bateria | Raia | Nadador                   | CON                                | Tempo | Notas            |
| ---- | ------- | ---- | ------------------------- | ---------------------------------- | ----- | ---------------- |
| 1    | 10      | 4    | Cameron McEvoy            | AUS Austrália                      | 21.32 | Q                |
| 2    | 10      | 7    | Jordan Crooks             | CAY Ilhas Cayman                   | 21.51 | Q,               |
| 3    | 8       | 5    | Florent Manaudou          | FRA França                         | 21.54 | Q                |
| 4    | 10      | 1    | Lorenzo Zazzeri           | ITA Itália                         | 21.64 | Q                |
| 5    | 9       | 4    | Benjamin Proud            | GBR Grã-Bretanha                   | 21.70 | Q                |
| 6    | 6       | 7    | Thomas Fannon             | IRL Irlanda                        | 21.79 | Q,               |
| 6    | 8       | 7    | Leonardo Deplano          | ITA Itália                         | 21.79 | Q                |
| 8    | 9       | 8    | Ben Armbruster            | AUS Austrália                      | 21.86 | Q                |
| 8    | 10      | 2    | Kristian Gkolomeev        | GRE Grécia                         | 21.86 | Q                |
| 10   | 8       | 8    | Meiron Cheruti            | ISR Israel                         | 21.88 | Q                |
| 11   | 8       | 4    | Vladyslav Bukhov          | UKR Ucrânia                        | 21.89 | Q                |
| 11   | 10      | 6    | Gabriel Castaño           | MEX México                         | 21.89 | Q                |
| 13   | 7       | 5    | Diogo Ribeiro             | POR Portugal                       | 21.91 | Q                |
| 13   | 10      | 5    | Caeleb Dressel            | USA Estados Unidos                 | 21.91 | Q                |
| 15   | 9       | 5    | Joshua Liendo             | CAN Canadá                         | 21.92 | Q                |
| 16   | 9       | 3    | Maxime Grousset           | FRA França                         | 21.94 | Q                |
| 17   | 10      | 3    | Chris Guiliano            | USA Estados Unidos                 | 21.97 |                  |
| 18   | 9       | 7    | Stergios Bilas            | GRE Grécia                         | 22.00 |                  |
| 19   | 7       | 1    | Martin Kartavi            | ISR Israel                         | 22.01 |                  |
| 19   | 7       | 4    | Taiko Torepe-Ormsby       | NZL Nova Zelândia                  | 22.01 |                  |
| 21   | 9       | 1    | Alberto Mestre            | VEN Venezuela                      | 22.02 |                  |
| 22   | 6       | 2    | Jere Hribar               | CRO Croácia                        | 22.08 |                  |
| 23   | 7       | 3    | Renzo Tjon-A-Joe          | NED Países Baixos                  | 22.10 |                  |
| 24   | 9       | 6    | Szebasztián Szabó         | HUN Hungria                        | 22.12 |                  |
| 24   | 10      | 8    | Ian Ho                    | HKG Hong Kong                      | 22.12 |                  |
| 26   | 6       | 6    | Mikel Schreuders          | ARU Aruba                          | 22.14 |                  |
| 27   | 8       | 2    | Kenzo Simons              | NED Países Baixos                  | 22.15 |                  |
| 28   | 9       | 2    | Ji Yu-chan                | KOR Coreia do Sul                  | 22.16 |                  |
| 29   | 8       | 6    | Dylan Carter              | TTO Trinidad e Tobago              | 22.18 |                  |
| 30   | 7       | 2    | Andrej Barna              | SRB Sérvia                         | 22.19 |                  |
| 31   | 8       | 3    | Björn Seeliger            | SWE Suécia                         | 22.21 |                  |
| 32   | 6       | 5    | Jonathan Tan              | SGP Singapura                      | 22.26 |                  |
| 33   | 6       | 4    | Alexander Cohoon          | GBR Grã-Bretanha                   | 22.31 |                  |
| 33   | 7       | 6    | Guilherme Caribé          | BRA Brasil                         | 22.31 |                  |
| 35   | 7       | 7    | Piotr Ludwiczak           | POL Polônia                        | 22.34 |                  |
| 36   | 6       | 3    | Miguel Nascimento         | POR Portugal                       | 22.49 |                  |
| 37   | 6       | 1    | Nicholas Lia              | NOR Noruega                        | 22.51 |                  |
| 38   | 7       | 8    | Artem Selin               | GER Alemanha                       | 22.54 |                  |
| 39   | 6       | 8    | Matej Duša                | SVK Eslováquia                     | 22.64 |                  |
| 40   | 5       | 6    | David Young               | FIJ Fiji                           | 22.71 | Recorde nacional |
| 41   | 5       | 5    | Kyle Micallef             | MLT Malta                          | 22.89 |                  |
| 42   | 4       | 2    | Thierry Bollin            | SUI Suíça                          | 22.95 |                  |
| 43   | 5       | 3    | Tobi Sijuade              | NGR Nigéria                        | 23.34 |                  |
| 44   | 5       | 4    | Evgenii Somov             | AIN Atletas Individuais Neutros    | 23.43 |                  |
| 45   | 5       | 1    | Alex Joachim              | VIN São Vicente e Granadinas       | 23.59 |                  |
| 46   | 4       | 5    | Belly-Cresus Ganira       | BDI Burundi                        | 23.80 |                  |
| 47   | 5       | 2    | Alaa Maso                 | EOR Equipe Olímpica de Refugiados  | 23.90 |                  |
| 48   | 5       | 7    | Damien Shamambo           | ZAM Zâmbia                         | 24.09 |                  |
| 49   | 5       | 8    | Filipe Gomes              | MAW Malawi                         | 24.11 |                  |
| 50   | 4       | 4    | Mohamed Aan Hussain       | MDV Maldivas                       | 24.22 |                  |
| 51   | 4       | 6    | Aaron Ghebre Owusu        | ERI Eritreia                       | 24.25 |                  |
| 52   | 4       | 3    | Warren Lawrence           | DMA Dominica                       | 24.67 |                  |
| 53   | 4       | 7    | Jion Hosei                | PLW Palau                          | 25.67 |                  |
| 54   | 4       | 1    | Houmed Houssein Barkat    | DJI Djibuti                        | 26.00 |                  |
| 55   | 4       | 8    | Camil Doua                | MTN Mauritânia                     | 26.02 |                  |
| 56   | 3       | 4    | Fakhriddin Madkamov       | TJK Tajiquistão                    | 26.23 |                  |
| 57   | 3       | 3    | Elhadj N'Gnane Diallo     | GUI Guiné                          | 26.45 |                  |
| 58   | 3       | 8    | Magnim Jordano Daou       | TOG Togo                           | 26.56 |                  |
| 59   | 3       | 5    | Souleymane Napare         | BUR Burquina Fasso                 | 26.66 |                  |
| 59   | 3       | 6    | José Tati                 | CPV Cabo Verde                     | 26.66 |                  |
| 61   | 3       | 2    | Ousman Jobe               | GAM Gâmbia                         | 26.97 |                  |
| 62   | 3       | 7    | Joshua Wyse               | SLE Serra Leoa                     | 27.11 |                  |
| 63   | 3       | 1    | Fahim Anwari              | AFG Afeganistão                    | 27.14 |                  |
| 64   | 2       | 5    | Phillip Kinono            | MHL Ilhas Marshall                 | 27.43 |                  |
| 65   | 2       | 6    | Freddy Mayala             | CGO Congo                          | 27.52 |                  |
| 66   | 1       | 4    | Pedro Rogery              | GBS Guiné-Bissau                   | 28.34 |                  |
| 67   | 2       | 7    | Higinio Ndong Obama       | GEQ Guiné Equatorial               | 28.42 |                  |
| 68   | 2       | 3    | Adam Mpali                | GAB Gabão                          | 28.47 |                  |
| 69   | 2       | 2    | Troy Nisbett              | SKN São Cristóvão e Neves          | 28.71 |                  |
| 70   | 2       | 4    | Aristote Ndombe Impelenga | COD República Democrática do Congo | 29.04 |                  |
| 71   | 2       | 1    | Jolanio Guterres          | TLS Timor-Leste                    | 30.04 |                  |
| 72   | 1       | 3    | Marouane Mamane           | NIG Níger                          | 30.66 |                  |
| 73   | 1       | 5    | Terence Tengue            | CAF República Centro-Africana      | 30.96 |                  |
| 75   | 8       | 1    | Shane Ryan                | IRL Irlanda                        | DNS   |                  |

### Semifinais
Os nadadores com os oito melhores tempos, independente da bateria, avançam à final.
| Pos. | Bateria | Raia | Nadador            | CON                | Tempo | Notas            |
| ---- | ------- | ---- | ------------------ | ------------------ | ----- | ---------------- |
| 1    | 2       | 3    | Benjamin Proud     | GBR Grã-Bretanha   | 21.38 | Q                |
| 1    | 2       | 4    | Cameron McEvoy     | AUS Austrália      | 21.38 | Q                |
| 3    | 2       | 6    | Leonardo Deplano   | ITA Itália         | 21.50 | Q                |
| 4    | 1       | 4    | Jordan Crooks      | CAY Ilhas Cayman   | 21.54 | Q                |
| 5    | 1       | 1    | Caeleb Dressel     | USA Estados Unidos | 21.58 | Q                |
| 6    | 1       | 8    | Maxime Grousset    | FRA França         | 21.60 | Q, WD            |
| 7    | 2       | 2    | Kristian Gkolomeev | GRE Grécia         | 21.62 | Q                |
| 8    | 2       | 5    | Florent Manaudou   | FRA França         | 21.64 | Q                |
| 9    | 2       | 8    | Joshua Liendo      | CAN Canadá         | 21.69 | Q                |
| 10   | 1       | 3    | Thomas Fannon      | IRL Irlanda        | 21.74 | Recorde nacional |
| 11   | 2       | 7    | Vladyslav Bukhov   | UKR Ucrânia        | 21.76 |                  |
| 12   | 1       | 5    | Lorenzo Zazzeri    | ITA Itália         | 21.83 |                  |
| 13   | 1       | 2    | Meiron Cheruti     | ISR Israel         | 21.91 |                  |
| 14   | 1       | 6    | Ben Armbruster     | AUS Austrália      | 21.94 |                  |
| 15   | 1       | 7    | Gabriel Castaño    | MEX México         | 21.99 |                  |
| 16   | 2       | 1    | Diogo Ribeiro      | POR Portugal       | 22.01 |                  |

### Final
Os três nadadores mais rápidos na final conquistam as medalhas.
| Pos.              | Raia | Nadador            | CON                | Tempo | Notas |
| ----------------- | ---- | ------------------ | ------------------ | ----- | ----- |
| Medalha de ouro   | 5    | Cameron McEvoy     | AUS Austrália      | 21.25 |       |
| Medalha de prata  | 4    | Benjamin Proud     | GBR Grã-Bretanha   | 21.30 |       |
| Medalha de bronze | 1    | Florent Manaudou   | FRA França         | 21.56 |       |
| 4                 | 8    | Joshua Liendo      | CAN Canadá         | 21.58 |       |
| 5                 | 7    | Kristian Gkolomeev | GRE Grécia         | 21.59 |       |
| 6                 | 2    | Caeleb Dressel     | USA Estados Unidos | 21.61 |       |
| 7                 | 3    | Leonardo Deplano   | ITA Itália         | 21.62 |       |
| 8                 | 6    | Jordan Crooks      | CAY Ilhas Cayman   | 21.64 |       |

Legenda
| Recorde mundial      | Recorde mundial (World record)               |                       | Recorde africano                      | Recorde africano (African) |                                           | Q | Classificado por posição (Qualified) |
| Recorde olímpico     | Recorde olímpico (Olympic record)            | Recorde da América    | Recorde da América (Americas)         | q                          | Classificado por melhor tempo (Qualified) |   |                                      |
| Melhor marca do ano  | Melhor marca do ano (World leading)          | Recorde asiático      | Recorde asiático (Asian)              | DNS                        | Não largou (Did not start)                |   |                                      |
| Recorde nacional     | Recorde nacional (National record)           | Recorde europeu       | Recorde europeu (European)            | DNF                        | Não terminou (Did not finish)             |   |                                      |
| Recorde pessoal      | Recorde pessoal do atleta (Personal best)    | Recorde da Oceania    | Recorde da Oceania (Oceania)          | DSQ / DQ                   | Desclassificado (Disqualified)            |   |                                      |
| Recorde da temporada | Recorde da temporada do atleta (Season best) | Recorde sul-americano | Recorde sul-americano (South America) | NM                         | Sem marca (No mark)                       |   |                                      |